# Ljania
Ljania, rod člankonožaca (Arthropoda), vodenih grinja (Hydrachnidiae) koji pripada natporodici Hygrobatoidea i porodici Aturidae. Opisao ga je Thor, 1898. Obuhvaća nekoliko vrsta od kojih su sljedeće tri pronađene u Rusiji, to su L. bipapillata, L. macilenta, L. orientalis
Prva otkrivena vrsta je Ljania bipapillata (1898), a nakon nje otkrivene su Ljania macilenta (1908), L. procera (1947), L. japonica, L. purpurea i L. b. purpurea (1953), L. m. longiesima (1962), L. michiganensis (1974), L. propinqua (1996) i posljednja L. orientalis (2012)
Vrstu Ljania orientalis opisao je Tuzovskij, 2012.